# Grammy Awards 1993
La 35ª edizione dei Grammy Awards si è svolta il 24 febbraio 1993 presso lo Shrine Auditorium di Los Angeles.
Il trionfatore della serata è stato Eric Clapton, vincitore di sei premi.

## Vincitori e candidati

### Categorie principali

#### Registrazione dell'anno
- Tears in Heaven - Eric Clapton; Russ Titelman (produttore)
- Achy Breaky Heart - Billy Ray Cyrus; Joe Scaife & Jim Cotton (produttori)
- Beauty and the Beast - Céline Dion e Peabo Bryson; Walter Afanasieff (produttore)
- Constant Craving - k.d. lang; Greg Penny, Ben Mink & k.d. lang (produttori)
- Save the Best for Last - Vanessa L. Williams; Keith Thomas (produttore)

#### Canzone dell'anno
- Tears in Heaven, scritta da Eric Clapton e Will Jennings, cantata da Eric Clapton
- Achy Breaky Heart, scritta da Don Von Tress, cantata da Billy Ray Cyrus
- Beauty and the Beast, scritta da Alan Menken e Howard Ashman, cantata da Céline Dion e Peabo Bryson
- Constant Craving, scritta da K.d. lang e Ben Mink, cantata da K.d. Lang
- Save the Best for Last, scritta da Wendy Waldman, Jon Lind e Phil Galdston, cantata da Vanessa L. Williams

#### Miglior artista esordiente
- Arrested Development
- Billy Ray Cyrus
- Kris Kross
- Sophie B. Hawkins
- Jon Secada

#### Album dell'anno
- Unplugged - Eric Clapton
- Achtung Baby - U2
- La bella e la bestia (colonna sonora) - Vari Artisti
- Diva - Annie Lennox
- Ingénue - K.d. lang

### Pop

#### Miglior interpretazione pop vocale femminile
- K.d. lang - Constant Craving
- Mariah Carey - MTV Unplugged
- Céline Dion - Celine Dion
- Annie Lennox - Diva
- Vanessa L. Williams - Save the Best for Last

#### Miglior interpretazione pop vocale maschile
- Eric Clapton - Tears in Heaven
- Peter Gabriel - Us
- Michael Jackson - Black or White
- Elton John - The One
- Lyle Lovett - Joshua Judges Ruth

#### Miglior interpretazione pop vocale di un gruppo/duo
- Beauty and the Beast - Céline Dion & Peabo Bryson

### Rap

#### Miglior interpretazione rap solista
- Sir Mix-a-Lot - Baby Got Back
- MC Hammer – Addams Groove
- Queen Latifah – Latifah's Had It Up 2 Here
- LL Cool J – Strictly Business
- Marky Mark and the Funky Bunch – You Gotta Believe

### Rock

#### Miglior canzone rock
- Layla (Unplugged version), scritta da Eric Clapton e Jim Gordon, cantata da Eric Clapton
- Digging in the Dirt, scritta da Peter Gabriel, cantata da Peter Gabriel
- Smells Like Teen Spirit, scritta da Kurt Cobain, cantata da Nirvana
- Jeremy, scritta da Eddie Vedder e Jeff Ament, cantata da Pearl Jam
- Human Touch, scritta da Bruce Springsteen, cantata da Bruce Springsteen

#### Miglior interpretazione metal
- Nine Inch Nails - Wish
- Helmet – In the Meantime
- Megadeth – Countdown to Extinction
- Ministry – N.W.O.
- Soundgarden – Into the Void (Sealth)

#### Miglior interpretazione vocale rock femminile
- Melissa Etheridge - Ain't It Heavy
- Lita Ford – Shot of Poison
- Alison Moyet – It Won't Be Long
- Alannah Myles – Rockinghorse
- Tina Turner – The Bitch Is Back

#### Miglior interpretazione vocale rock maschile
- Eric Clapton - Unplugged
- Bryan Adams – There Will Never Be Another Tonight
- Tom Cochrane – Life Is a Highway
- Peter Gabriel – Digging in the Dirt
- Bob Seger – The Fire Inside
- Bruce Springsteen – Human Touch

#### Miglior interpretazione rock di un duo o un gruppo
- U2 - Achtung Baby
- En Vogue - Free Your Mind
- Little Village – Little Village
- Los Lobos – Kiko
- Red Hot Chili Peppers – Under the Bridge

#### Miglior interpretazione hard rock
- Red Hot Chili Peppers - Give It Away
- Alice in Chains – Dirt
- Faith No More – Angel Dust
- Guns N' Roses – Live and Let Die
- Nirvana – Smells Like Teen Spirit
- Pearl Jam – Jeremy

### Alternative

#### Miglior album di musica alternative
- Bone Machine - Tom Waits
- Good Stuff - The B-52s
- Wish - The Cure
- Your Arsenal - Morrissey
- Nonsuch - XTC

### R&B

#### Miglior canzone R&B
- End of the Road, scritta da Babyface, L.A. Reid e Daryl Simmons, eseguita da Boyz II Men
- Ain't 2 Proud 2 Beg, scritta da Dallas Austin e Lisa Lopes, eseguita da TLC
- I'll Be There, scritta da Hal Davis, Berry Gordy, Willie Hutch e Bob West, eseguita da Mariah Carey & Trey Lorenz
- Jam, scritta da Michael Jackson, René Moore, Bruce Swedien e Teddy Riley, eseguita da Michael Jackson
- My Lovin' (You're Never Gonna Get It), scritta da Thomas McElroy e Denzil Foster, eseguita da En Vogue

### Country

#### Miglior canzone country
- I Still Believe in You - Vince Gill & John Barlow Jarvis

### New Age

#### Miglior album new age
- Shepherd Moons - Enya
- Dream - Kitarō
- Esperanto - Shadowfax
- Rockoon - Tangerine Dream
- Dare to Dream - Yanni

### Reggae

#### Miglior album reggae
- X-tra Naked - Shabba Ranks
- Breakout - Jimmy Cliff
- Rastafari Centennial: Live in Paris – Elysee Montmartre - Steel Pulse
- All Over the World - The Wailing Soul
- Committed - Third World

### Produzione

#### Produttore dell'anno, non classico
- Brian Eno e Daniel Lanois (ex aequo)
- L.A. Reid e Babyface (ex aequo)
- Mitchell Froom
- Teddy Riley
- Bruce Swedien
- Chris Thomas

### Videoclip

#### Miglior videoclip
- Digging in the Dirt - Peter Gabriel; John Downer (regista e produttore)
- Free Your Mind -En Vogue
- Kiko and the Lavender Moon - Los Lobos
- Church - Lyle Lovett
- What God Wants - Roger Waters

## Categorie speciali

### MusiCares Person of the Year
- Natalie Cole